# شمارش آرنت
شمارش آرنت (انگلیسی: Arneth count) یا شاخص آرنت توصیفی از هستهٔ نوتروفیل (نوعی گلبول سفید) در تلاش برای تشخیص بیماری‌ها است.
نوتروفیل‌ها معمولاً دارای دو یا سه لوب هستند. به‌طور کلی، نوتروفیل‌های مسن دارای لوب‌های بیشتری نسبت به نوتروفیل‌های جوان هستند. شمارش آرنت درصد نوتروفیل‌های دارای یک، دو، سه، چهار و پنج لوب یا بیشتر را تعیین می‌کند.[نیازمند منبع]
- افرادی که دارای درصد بیشتری از نوتروفیل‌ها با لوب‌های کمتر هستند، «شیفت به چپ» دارند که می‌تواند نشان‌دهنده فرآیندهای بیماری مانند عفونت، تومورهای بدخیم، بحران‌های همولیتیک، سکنهٔ قلبی، اسیدوز و غیره باشد.
- افرادی که درصد بیشتری از نوتروفیل‌ها با لوب‌های بیشتر دارند، «شیفت به راست» دارند و معمولاً بیماری‌هایی مانند کمبود ویتامین ب۱۲ یا اسید فولیک، اورمی مزمن، بیماری‌های کبدی و غیره دارند.

شمارش آرنت دیگر معمولاً در پزشکی مدرن استفاده نمی‌شود.
این آزمون نامش را از یوزف آرنت می‌گیرد.